# Pontische stroomgrondel
De Pontische stroomgrondel (Neogobius fluviatilis) is een vis uit de familie van de grondels.

## Leefgebied
De Pontische stroomgrondel komt veelvuldig voor in waterbekkens van de Zee van Azov en de Zwarte Zee. De soort leeft vooral dicht bij de kusten, grote en middelgrote waterlopen, riviermondingen en lagunes en meren van brak en zoet water. Ze leven er op zanderige of modderige bodems. Van nature komt de soort voor in Wit-Rusland, Bulgarije, Georgië, Moldavië, Roemenië, Rusland, Turkije en Oekraïne. De soort is ook als invasieve soort waargenomen in Polen (via een kanaal bij de Dnjepr) en Hongarije en in de rivieren Wisła, Donau en Dnjepr. Door de aanleg van het Main-Donau-Kanal, een kanaal tussen de Donau en de Rijn, is de grondelsoort ook in de Rijn terechtgekomen. Daardoor is de vis nu als exoot in Duitsland en sinds 2008 in Nederland waar te nemen, waar hij in de Waal bij Herwijnen en Nijmegen is aangetroffen.

## Biologie
De Pontische stroomgrondel kan 5 jaar oud worden en is geslachtsrijp rond de leeftijd van 2 jaar. Ze paaien in de late lente tot vroege zomer, soms tot in september als de temperatuur boven 13°C komt. Sommige vrouwtjes paaien meer dan een keer per seizoen.

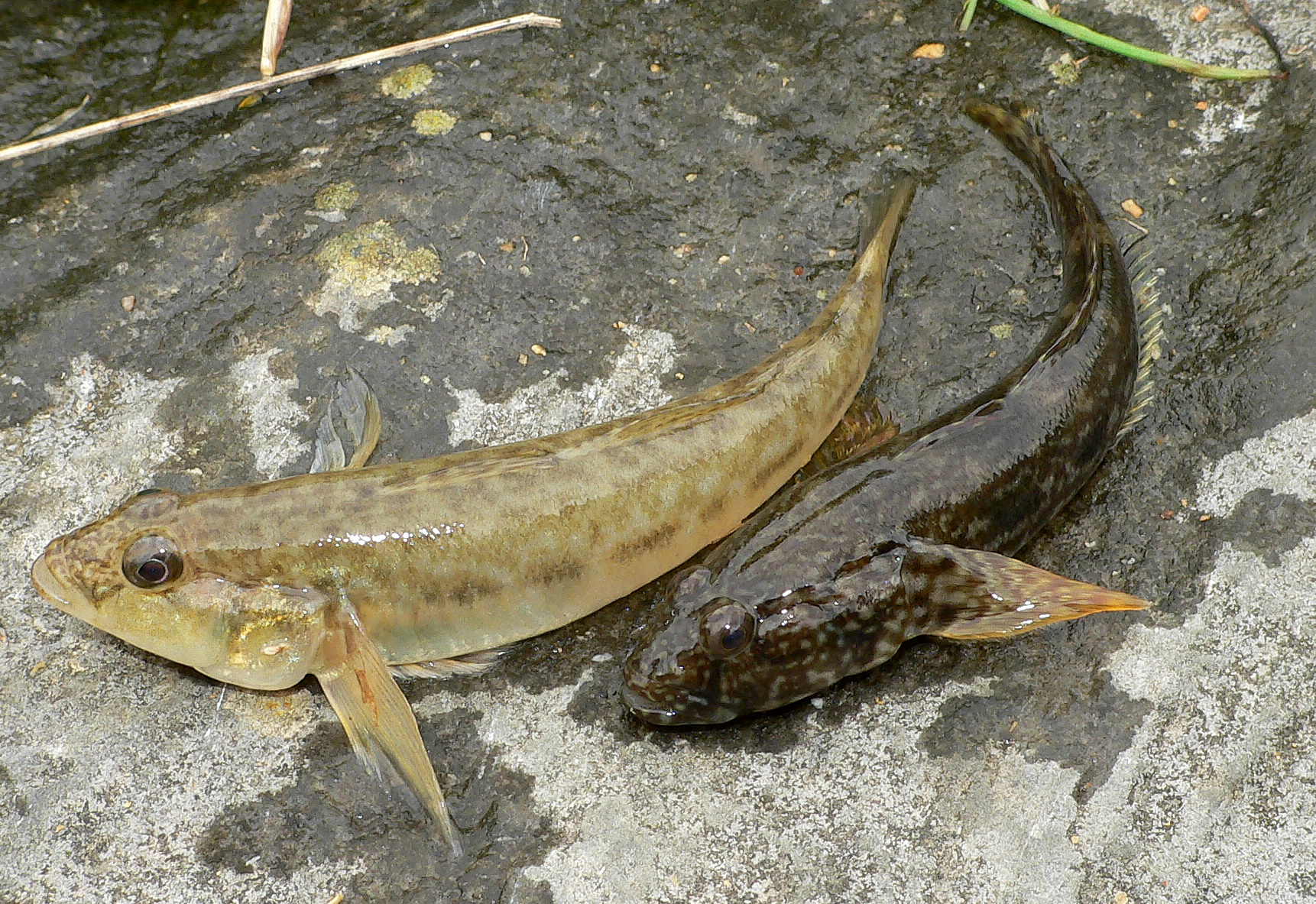
Pontische stroomgrondel (links) en Kesslers grondel

Een pakketje met eitjes wordt afgezet op stenen, schelpen en waterplanten. De mannetjes graven een nest onder een of ander hard materiaal en bewaken de eitjes tot ze uitkomen.
De grondel leeft op een waaier aan ongewervelden, vooral weekdieren.
In het paaiseizoen kan het mannetje helemaal zwart met geel of oranje omrande rug- en staartvinnen worden. Buiten dit seizoen zijn beide geslachten op de rug bruin met lichte vlekken. Er zitten ook ctenoidschubben (kamschubben) op. De buik is lichter van kleur. De flanken hebben een lichte, blauwgrijze kleur. Op de zijlijn zijn vaag kleine, donkere vlekken te zien. Er loopt een donkere lijn van het oog naar de bovenlip.
De Pontische stroomgrondel is ongeveer 20 cm lang en is herkenbaar aan de aaneengegroeide buikvinnen die een zuignap vormen, zoals bij de andere Neogobius-soorten. Bij de stroomgrondel is deze zuignap relatief lang, waarbij de lobben slecht zichtbaar zijn. De kop is ongeveer even hoog als breed. Net als N. pallasi is de eerste vertakte vinstraal van de achterste rugvin ongeveer twee keer zo lang als de voorlaatste rugvinstraal. Bij de aarsvin geldt hetzelfde.